# Ambasciatori spagnoli in Germania
L'ambasciatore di Spagna in Germania è il massimo rappresentante diplomatico del Regno di Spagna in Germania.

## Ambasciatori

### Sacro Romano Impero
- 1496-1509: Gutierre Gomez de Fuensalida
- 1564-1578: Francisco Hurtado de Mendoza[1]
- 1578-1581: Joan de Borja
- 1581-1608: Guillem de Santcliment
- 1608-1617: Baltasar de Zúñiga

### Confederazione germanica
- 1856-1857: Francisco Estrada
- 1857-1859: Cayo Quiñones de León
- 1859-1862: Manuel Rancés
- 1862-1864: Juan Antonio Rascón Navarro Seña
- 1864-1866: Tomás de Ligués

### Impero tedesco
- 1869-1872: Juan Antonio Rascón Navarro Seña
- 1872-1874: Patricio de la Escosura
- 1875-1888: Francisco Merry
- 1888-1890: Juan Antonio Rascón Navarro Seña
- 1892-1893: Miguel de los Santos de Bañuelos
- 1893-1900: Felipe Méndez de Vigo
- 1900-1906: Ángel de Ruata
- 1906-1918: Luis Polo de Bernabé
- 1920-1927: Pablo Soler
- 1927-1931: Fernando Espinosa de los Monteros
- 1931-1932: Américo Castro
- 1932-1933: Luis Araquistáin
- 1933-1934: Luis de Zulueta
- 1935-1936: Francisco Agramonte
- 1937-1940: Antonio Magaz
- 1940-1941: Eugenio Espinosa de los Monteros
- 1941-1942: José Finat
- 1942-1945: Ginés Vidal
- 1945-1948: Ignacio Moyano

### Germania
- 1948-1951: José Egea Gonzales
- 1951-1959: Antonio María Aguirre
- 1959-1964: Luis de Urquijo
- 1964-1971: José Sebastián de Erice
- 1971-1974: Francisco Javier Conde
- 1975-1981: Emilio Garrigues
- 1982-1983: Juan Durán-Loriga
- 1983-1991: Eduardo Foncillas
- 1991-1996: Fernando Perpiñá-Robert
- 1996-2002: José Pedro Sebastián de Erice
- 2002-2004: José Rodríguez-Spiteri
- 2004-2008: Gabriel Busquets
- 2008-2012: Rafael Dezcallar
- 2012-oggi: Juan Pablo García-Berdoy